# Cinque Nazioni 1928
Il Cinque Nazioni 1928 (in inglese 1928 Five Nations Championship; in francese Tournoi des Cinq Nations 1928; in gallese Pencampwriaeth y Pum Gwlad 1928) fu la 14ª edizione del torneo annuale di rugby a 15 tra le squadre nazionali di Francia, Galles, Inghilterra, Irlanda e Scozia, nonché la 41ª in assoluto considerando anche le edizioni dell'Home Championship.
Dopo quattro anni di digiuno, il torneo tornò appannaggio dell'Inghilterra che nell'occasione non concesse alcunché agli avversari, aggiudicandosi Triple Crown, Grande Slam e financo la Calcutta Cup, anch'essa mancante dalla propria bacheca dal 1924: fu proprio nell'ultima partita contro la Scozia che gli inglesi suggellarono tutti i citati traguardi di fronte al re Giorgio V ospite d'eccezione a Twickenham.
Il valore delle marcature, come stabilito dall’IRFB nel 1905, era: 3 punti per ciascuna meta (5 se trasformata), 3 punti per la realizzazione di ciascun calcio piazzato o mark, 4 punti per la realizzazione di ciascun drop.

## Nazionali partecipanti e sedi
| Squadra     | Città           | Impianto interno         |
| ----------- | --------------- | ------------------------ |
| Francia     | Colombes        | Stadio olimpico          |
| Galles      | Cardiff Swansea | Arms Park St Helen's     |
| Inghilterra | Londra          | Twickenham               |
| Irlanda     | Belfast Dublino | Ravenhill Lansdowne Road |
| Scozia      | Edimburgo       | Murrayfield              |

## Risultati
| Arbitro: | Richard Magrath |

|             |    |                                    |
| Camel Haget | mt | Douty Dykes Paterson Scott Simmers |

| Arbitro: | Wallace Harland |

|                  |    |                     |
| Bartlett D. John | mt | Kirwan-Taylor Laird |
| I. Jones         | tr | Richardson (2)      |

| Arbitro: | C. Anderson |

|                      |    |                     |
| Arigho (2) Ganly (2) | mt | H. Béhotéguy Ribère |
|                      | tr | A. Béhotéguy        |

| Arbitro: | Wallace Harland |

|  |    |                            |
|  | mt | A. Jenkins D. John Roberts |
|  | tr | Male (2)                   |

| Arbitro: | Albert Freethy |

|               |      |            |
| Arigho Sugden | mt   | Richardson |
|               | drop | Richardson |

| Arbitro: | Albert Freethy |

|                        |    |                |
| Palmer (2) Periton (2) | mt | Galia Jauréguy |
| Richardson (3)         | tr | Verger         |

| Arbitro: | Barry Cumberlege |

|          |    |                       |
| Kerr     | mt | Davy Ganly Stephenson |
| Drysdale | tr | Stephenson (2)        |

| Arbitro: | T.H.H. Warren |

|                    |    |                  |
| A. Jenkins D. John | mt | Arigho (2) Ganly |
| I. Jones (2)       | tr | Stephenson (2)   |

| Arbitro: | Tommy Vile |

|              |    |  |
| Hanley Laird | mt |  |

| Arbitro: | Wallace Harland |

|              |    |        |
| Houdet (2)   | mt | Powell |
| A. Béhotéguy | tr |        |

## Classifica
| Pos | Squadra     | G | V | N | P | PF | PS | DP  | Pt |
| --- | ----------- | - | - | - | - | -- | -- | --- | -- |
| 1   | Inghilterra | 4 | 4 | 0 | 0 | 49 | 25 | +24 | 8  |
| 2   | Irlanda     | 4 | 3 | 0 | 1 | 39 | 20 | +19 | 6  |
| 3   | Galles      | 4 | 1 | 0 | 3 | 32 | 39 | −7  | 2  |
| 4   | Scozia      | 4 | 1 | 0 | 3 | 43 | 42 | +1  | 2  |
| 5   | Francia     | 4 | 1 | 0 | 3 | 19 | 56 | −37 | 2  |